# 栗太郡
- 令制国一覧 > 東山道 > 近江国 > 栗太郡
- 日本 > 近畿地方 > 滋賀県 > 栗太郡

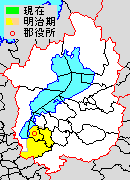
滋賀県栗太郡の位置（黄：明治期 薄黄：後に他郡に編入された区域）

栗太郡（くりたぐん）は、滋賀県（近江国）にあった郡。

## 郡域
1879年（明治12年）に行政区画として発足した当時の郡域は、下記の区域にあたる。
- 草津市、栗東市の全域
- 大津市の一部（瀬田川以東）
- 守山市の一部（浮気町、勝部町、勝部、梅田町、今宿町、今宿、焔魔堂町、阿村町、伊勢町、二町町、古高町、大門町、横江町、千代町）

2010年（平成22年）の国勢調査に基づく面積は239.20k㎡、人口は304,656人。

## 古代
『和名類聚抄』などでは「栗本郡」とも記される。はじめは「くりもとぐん」と呼ばれていたが、やがて「くりたぐん」と変化した。大宝律令での格は下郡。古代には近江国府が郡内の勢多（瀬田）に置かれた。

### 郡衙

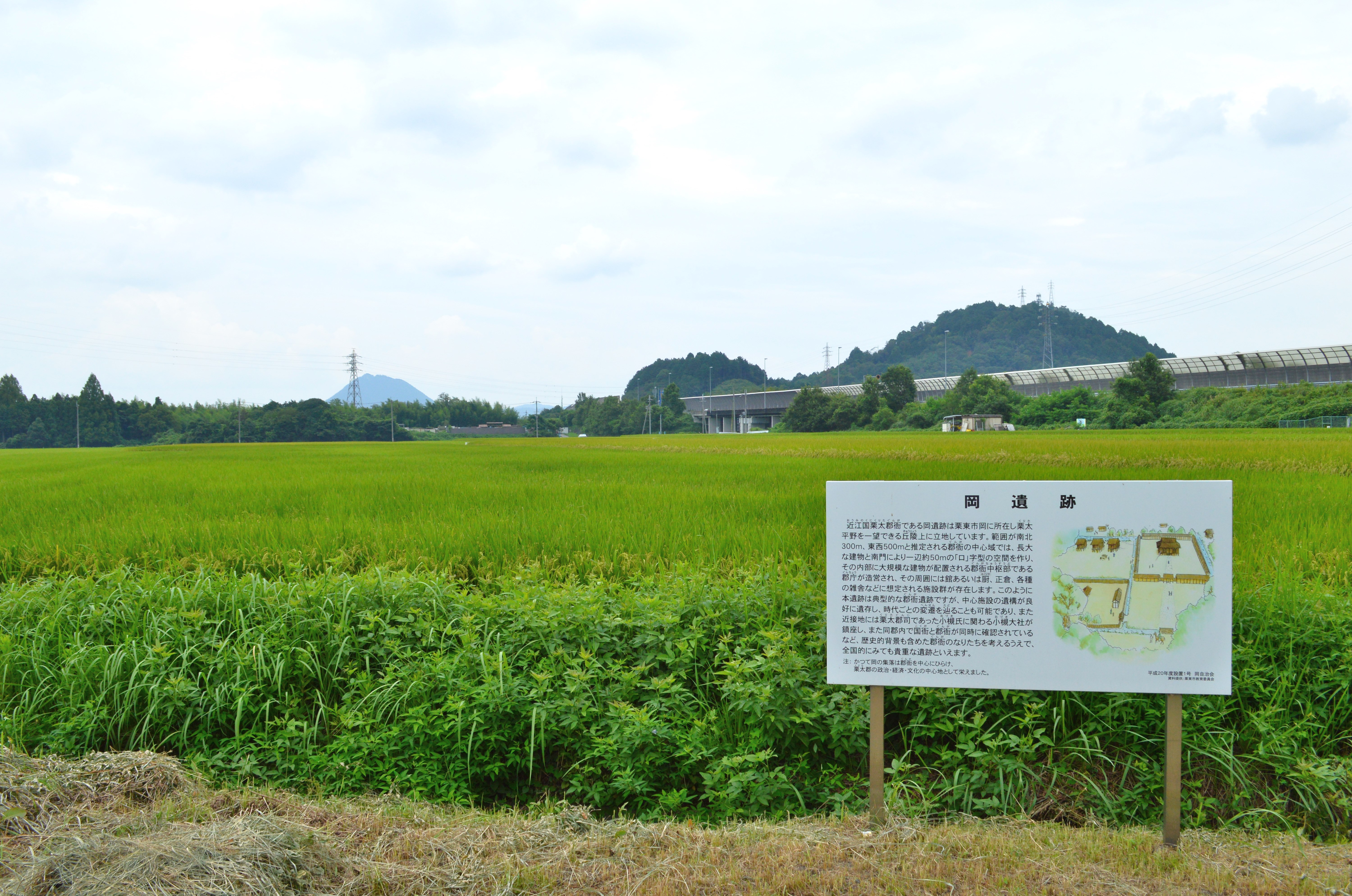
岡遺跡（栗太郡衙跡）

- 岡遺跡 （栗東市岡、北緯35度00分37.19秒 東経135度59分07.31秒）
大規模な建物跡や多数の出土品から栗太郡衙跡に比定される。南北300m、東西500m以上に広がる。

### 郷
『和名類聚抄』に記される郡内の郷は次の通り。かっこ内は訓読み。なお和名抄では栗本（久留毛止）と表記される。
- 物部郷（毛乃倍）
- 治田郷（発多）
- 木川郷（木乃加波）
- 勢多郷
- 梨原郷（奈之波良）

### 神社
『延喜式神名帳』には、以下に示す大社2座2社・小社6座6社の計8座8社が記載されている（栗太郡八座）。大社2社は名神大社である。
- 蘆井神社 - 五百井神社（栗東市下戸山）
- 意布伎神社 - 現在不詳
- 小槻大社 - 栗東市下戸山。
- 小槻神社 - 草津市青地町。
- 高野神社 - 栗東市高野。
- 印岐志呂神社 - 草津市片岡町。
- 佐久奈度神社 - 大津市大石中。名神大社。
- 建部神社 - 建部大社（大津市神領）。近江国一宮。名神大社。

### 郡司
- 小槻山君 - 一族として、文献に采女として小槻山広虫の名が見えている。采女は郡司クラスなどの有力豪族の娘が奉仕する職であり、文献に度々名が見えることから小槻山君が古代に当地を治めていたと考えられている[1]。古墳・遺跡の出土品から当地では鉄の生産が行われていたとわかっており、その関与が指摘されている[2]。小槻山君は貞観15年（873年）京に移り、当地からは離れた[3]。

## 中世以降

### 鈎の陣
長享年間（1487年-1489年）には、室町将軍足利義尚が六角高頼を討伐するための陣所を栗太郡の鈎に構えた（鈎の陣、長享の乱）。このとき奉行衆も随行しており、鈎の陣所は臨時の政庁としての機能を有していた。

### 近世以降の沿革
- 「旧高旧領取調帳」に記載されている明治初年時点での支配は以下の通り。幕府領は大津代官所が管轄。●は村内に寺社領が、○は村内に寺社除地[5]が存在。（125村）

| 知行         | 知行                         | 村数 | 村名 |
| ------------ | ---------------------------- | ---- | --- |
| 幕府領       | 幕府領                       | 10村 | ●○荒張村、○馬場村、野尻村、市川原村、志那新田、吉田新田、志那中新田、下寺村、下寺新田、下物新田 |
| 幕府領       | 旗本領                       | 5村  | ○上砥山村、大路井村、霊仙寺村、浮気村、横江村 |
| 幕府領       | 幕府領・旗本領               | 8村  | 阿村、綣村、新堂村、駒井沢村、志那村、吉田村、大萱村（現・草津市）、穴村 |
| 藩領         | 近江膳所藩                   | 55村 | 曽束村、小田原村、竜門村、大石中村、淀村、東村、富川村、関津村、太子村、黒津村、里村、今村新田、枝村、○森村、○牧村、堂村、新免村、○平野村、芝原村、石居村、稲津村、中野村、○桐生村、○大鳥居村、山寺村、○井上村、○金勝中村、○岡本村、追分村、奥村新田、丸尾新田、野路村、岡村、●草津村、矢倉村、林村、辻村、中沢村、渋川村、笠川村、北中小路村、勝部村、十里村、木川村、北山田村、南山田村、御倉村、矢橋村、大萱村（現・大津市）、新浜村、大萱新田、大江村、神領村、橋本村、栗林新田 |
| 藩領         | 山城淀藩                     | 6村  | 坊袋村、上鈎村、寺内村、焔魔堂村、二町村、上寺村 |
| 藩領         | 上野前橋藩                   | 4村  | 安養寺村、今里村、小坂村、下物村 |
| 藩領         | 近江三上藩                   | 2村  | 西目川村、東目川村 |
| 藩領         | 丹後宮津藩                   | 1村  | 今宿村 |
| 藩領         | 河内狭山藩                   | 1村  | 川原村 |
| 藩領         | 膳所藩・伊勢菰野藩           | 2村  | 羽栗村、南笠村 |
| 藩領         | 膳所藩・淀藩                 | 1村  | 上山依村 |
| 藩領         | 淀藩・菰野藩                 | 1村  | 上笠村 |
| 幕府領・藩領 | 幕府領・膳所藩               | 6村  | 東坂村、○観音寺村、下戸山村、千代村、大門村、下笠村 |
| 幕府領・藩領 | 幕府領・膳所藩・前橋藩       | 2村  | 六地蔵村、伊勢落村 |
| 幕府領・藩領 | 幕府領・淀藩                 | 2村  | 小柿村、小野村 |
| 幕府領・藩領 | 幕府領・狭山藩               | 1村  | 野村 |
| 幕府領・藩領 | 幕府領・旗本領・膳所藩       | 2村  | 集村、志那中村 |
| 幕府領・藩領 | 幕府領・旗本領・膳所藩・淀藩 | 1村  | 平井村 |
| 幕府領・藩領 | 幕府領・旗本領・前橋藩       | 3村  | 伊勢村、大橋村、半苅村 |
| 幕府領・藩領 | 幕府領・旗本領・三上藩       | 1村  | 手原村 |
| 幕府領・藩領 | 旗本領・膳所藩               | 5村  | ○片岡村、○部田村、川辺村、下鈎村、長束村 |
| 幕府領・藩領 | 旗本領・膳所藩・淀藩         | 2村  | 出庭村、古高村 |
| 幕府領・藩領 | 旗本領・淀藩                 | 1村  | 小平井村 |
| 幕府領・藩領 | 旗本領・前橋藩               | 1村  | 土村 |
| 幕府領・藩領 | 旗本領・狭山藩・和泉伯太藩   | 1村  | 蜂屋村 |
| その他       | 寺社領                       | 1村  | 芦浦村 |

- 慶応4年
  - 3月7日（1868年3月30日） - 大津代官所に大津裁判所が設置され、幕府領を管轄。
  - 4月28日（1868年5月20日） - 大津裁判所の管轄地域が大津県の管轄となる。
- 明治2年12月26日（1869年11月24日） - 狭山藩が廃藩。管轄地域が大津県の管轄となる。
- 明治3年
  - 2月 - 旗本領・狭山藩領[8]が大津県の管轄となる。
  - 4月14日（1870年5月14日） - 三上藩が藩庁の移転により和泉吉見藩となる。
- 明治4年
  - 7月14日（1871年8月29日） - 廃藩置県により、藩領が膳所県、淀県、前橋県、吉見県、宮津県、菰野県、伯太県の管轄となる。
  - 10月28日（1871年12月10日） - 第1次府県統合により、前橋県の管轄地域が群馬県の管轄となる。
  - 11月2日（1871年12月13日） - 第1次府県統合により、宮津県の管轄地域が豊岡県の管轄となる。
  - 11月22日（1872年1月2日） - 第1次府県統合により、全域が大津県の管轄となる。
- 明治5年（123村）
  - 1月19日（1872年2月27日） - 大津県が改称して滋賀県となる。
  - 奥村新田・丸尾新田が追分村に合併。
- 明治7年（1874年）（110村）
  - 5月
    - 金勝中村・上山依村が合併して御園村となる。
    - 下物新田が下物村に合併。

  - 市川原村・半苅村が合併して苅原村となる。
  - 今里村・小坂村・土村が合併して高野村となる。
  - 西目川村・東目川村が合併して目川村となる。
  - 志那新田・吉田新田・吉田村が志那村に、志那中新田が志那中村に、下寺新田が下寺村に、今村新田が森村に、寺内村が上鈎村にそれぞれ合併。
  - 2ヶ所存在した大萱村が、北大萱村（現・草津市）、南大萱村（現・大津市）にそれぞれ改称。
  - 大萱新田が改称して月輪村となる。
- 明治12年（1879年）5月16日 - 郡区町村編制法の滋賀県での施行により、行政区画としての栗太郡が発足。「栗太野洲郡役所」が草津村に設置され、野洲郡とともに管轄。
- 明治15年（1882年）（112村）
  - 4月 - 北山田村の一部（元浜）が分立して山田村となる。
  - 矢橋村の一部が分立して橋岡村となる。

### 町村制以降の沿革

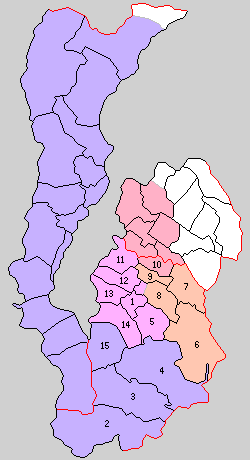
1.草津村 2.大石村 3.下田上村 4.上田上村 5.志津村 6.金勝村 7.葉山村 8.治田村 9.大宝村 10.物部村 11.常盤村 12.笠縫村 13.山田村 14.老上村 15.瀬田村（紫：大津市 桃：草津市 赤：守山市 橙：栗東市）

- 明治22年（1889年）4月1日 - 町村制の施行により、以下の町村が発足。（15村）
  - 草津村 ← 草津村、矢倉村、大路井村（現・草津市）
  - 大石村 ← 曽束村、小田原村、竜門村、淀村、大石中村、東村、富川村（現・大津市）
  - 下田上村 ← 羽栗村、森村、枝村、里村、石居村、稲津村、黒津村、太子村、関津村（現・大津市）
  - 上田上村 ← 牧村、平野村、中野村、芝原村、堂村、新免村、桐生村、大鳥居村（現・大津市）
  - 志津村 ← 馬場村、山寺村、岡本村、部田村、追分村（現・草津市）
  - 金勝村 ← 井上村、東坂村、御園村、荒張村、上砥山村、観音寺村（現・栗東市）
  - 葉山村 ← 伊勢落村、林村、六地蔵村、小野村、手原村、大橋村、出庭村、辻村、高野村（現・栗東市）
  - 治田村 ← 岡村、目川村、坊袋村、川辺村、安養寺村、上鈎村、下鈎村、小柿村、下戸山村、中沢村（現・栗東市）、渋川村（現・草津市）
  - 大宝村 ← 蜂屋村、野尻村、綣村、苅原村、笠川村、小平井村、霊仙寺村、北中小路村、十里村（現・栗東市）
  - 物部村 ← 浮気村、勝部村、今宿村、焔魔堂村、阿村、伊勢村、二町村、古高村、大門村、横江村、千代村（現・守山市）
  - 常盤村 ← 長束村、上寺村、片岡村、下寺村、下物村、芦浦村、穴村、志那村、志那中村、北大萱村（現・草津市）
  - 笠縫村 ← 下笠村、上笠村、集村、駒井沢村、川原村、野村、平井村、新堂村（現・草津市）
  - 山田村 ← 北山田村、山田村、南山田村、御倉村、木川村（現・草津市）
  - 老上村 ← 野路村、南笠村、新浜村、矢橋村、橋岡村（現・草津市）
  - 瀬田村 ← 大江村、橋本村、神領村、南大萱村、月輪村、栗林新田（現・大津市）
- 明治28年（1895年）6月22日 - 草津村が町制施行して草津町となる。（1町14村）
- 明治31年（1898年）4月1日 - 郡制を施行。郡役所が草津町に設置。
- 大正12年（1923年）4月1日 - 郡会が廃止。郡役所は存続。
- 大正15年（1926年）7月1日 - 郡役所が廃止。以降は地域区分名称となる。
- 昭和2年（1927年）1月1日 - 瀬田村が町制施行して瀬田町となる。（2町13村）
- 昭和16年（1941年）7月10日 - 物部村が野洲郡守山町と合併し、改めて野洲郡守山町が発足、郡より離脱。（2町12村）
- 昭和26年（1951年）4月1日 - 大石村・下田上村が大津市に編入。（2町10村）
- 昭和29年（1954年）
  - 10月1日 - 治田村・葉山村・金勝村・大宝村が合併して栗東町が発足。（3町6村）
  - 10月15日 - 志津村・草津町・老上村・山田村・笠縫村・常盤村が合併して草津市が発足し、郡より離脱。（2町1村）
- 昭和30年（1955年）4月1日 - 瀬田町・上田上村が合併し、改めて瀬田町が発足。（2町）
- 昭和31年（1956年）9月1日 - 栗東町の一部（渋川）が草津市に編入。
- 昭和42年（1967年）4月1日 - 瀬田町が大津市に編入。（1町）
- 平成13年（2001年）10月1日 - 栗東町が市制施行して栗東市となる。同日栗太郡消滅。滋賀県内では1897年の郡の再編以来初の郡消滅と同時に、21世紀初の郡消滅となった。

### 変遷表
| 明治以前   | 明治初年 - 明治22年     | 明治22年 4月1日 町村制施行 | 明治22年 - 大正15年         | 昭和元年 - 昭和20年                | 昭和21年 - 昭和30年         | 昭和31年 - 昭和64年         | 平成元年 - 現在        | 現在   |
| ---------- | ----------------------- | -------------------------- | --------------------------- | ---------------------------------- | --------------------------- | --------------------------- | ---------------------- | ------ |
| 浮気村     | 浮気村                  | 物部村                     | 物部村                      | 昭和16年7月10日 野洲郡守山町の一部 | 野洲郡守山町                | 昭和45年7月1日 守山市       | 守山市                 | 守山市 |
| 勝部村     | 勝部村                  | 物部村                     | 物部村                      | 昭和16年7月10日 野洲郡守山町の一部 | 野洲郡守山町                | 昭和45年7月1日 守山市       | 守山市                 | 守山市 |
| 今宿村     | 今宿村                  | 物部村                     | 物部村                      | 昭和16年7月10日 野洲郡守山町の一部 | 野洲郡守山町                | 昭和45年7月1日 守山市       | 守山市                 | 守山市 |
| 焔魔堂村   | 焔魔堂村                | 物部村                     | 物部村                      | 昭和16年7月10日 野洲郡守山町の一部 | 野洲郡守山町                | 昭和45年7月1日 守山市       | 守山市                 | 守山市 |
| 阿村       | 阿村                    | 物部村                     | 物部村                      | 昭和16年7月10日 野洲郡守山町の一部 | 野洲郡守山町                | 昭和45年7月1日 守山市       | 守山市                 | 守山市 |
| 伊勢村     | 伊勢村                  | 物部村                     | 物部村                      | 昭和16年7月10日 野洲郡守山町の一部 | 野洲郡守山町                | 昭和45年7月1日 守山市       | 守山市                 | 守山市 |
| 二町村     | 二町村                  | 物部村                     | 物部村                      | 昭和16年7月10日 野洲郡守山町の一部 | 野洲郡守山町                | 昭和45年7月1日 守山市       | 守山市                 | 守山市 |
| 古高村     | 古高村                  | 物部村                     | 物部村                      | 昭和16年7月10日 野洲郡守山町の一部 | 野洲郡守山町                | 昭和45年7月1日 守山市       | 守山市                 | 守山市 |
| 大門村     | 大門村                  | 物部村                     | 物部村                      | 昭和16年7月10日 野洲郡守山町の一部 | 野洲郡守山町                | 昭和45年7月1日 守山市       | 守山市                 | 守山市 |
| 横江村     | 横江村                  | 物部村                     | 物部村                      | 昭和16年7月10日 野洲郡守山町の一部 | 野洲郡守山町                | 昭和45年7月1日 守山市       | 守山市                 | 守山市 |
| 千代村     | 千代村                  | 物部村                     | 物部村                      | 昭和16年7月10日 野洲郡守山町の一部 | 野洲郡守山町                | 昭和45年7月1日 守山市       | 守山市                 | 守山市 |
| 蜂屋村     | 蜂屋村                  | 大宝村                     | 大宝村                      | 大宝村                             | 昭和29年10月1日 栗東町      | 栗東町                      | 平成13年10月1日 栗東市 | 栗東市 |
| 野尻村     | 野尻村                  | 大宝村                     | 大宝村                      | 大宝村                             | 昭和29年10月1日 栗東町      | 栗東町                      | 平成13年10月1日 栗東市 | 栗東市 |
| 綣村       | 綣村                    | 大宝村                     | 大宝村                      | 大宝村                             | 昭和29年10月1日 栗東町      | 栗東町                      | 平成13年10月1日 栗東市 | 栗東市 |
| 市川原村   | 明治7年 苅原村          | 大宝村                     | 大宝村                      | 大宝村                             | 昭和29年10月1日 栗東町      | 栗東町                      | 平成13年10月1日 栗東市 | 栗東市 |
| 半苅村     | 明治7年 苅原村          | 大宝村                     | 大宝村                      | 大宝村                             | 昭和29年10月1日 栗東町      | 栗東町                      | 平成13年10月1日 栗東市 | 栗東市 |
| 笠川村     | 笠川村                  | 大宝村                     | 大宝村                      | 大宝村                             | 昭和29年10月1日 栗東町      | 栗東町                      | 平成13年10月1日 栗東市 | 栗東市 |
| 小平井村   | 小平井村                | 大宝村                     | 大宝村                      | 大宝村                             | 昭和29年10月1日 栗東町      | 栗東町                      | 平成13年10月1日 栗東市 | 栗東市 |
| 霊仙寺村   | 霊仙寺村                | 大宝村                     | 大宝村                      | 大宝村                             | 昭和29年10月1日 栗東町      | 栗東町                      | 平成13年10月1日 栗東市 | 栗東市 |
| 北中小路村 | 北中小路村              | 大宝村                     | 大宝村                      | 大宝村                             | 昭和29年10月1日 栗東町      | 栗東町                      | 平成13年10月1日 栗東市 | 栗東市 |
| 十里村     | 十里村                  | 大宝村                     | 大宝村                      | 大宝村                             | 昭和29年10月1日 栗東町      | 栗東町                      | 平成13年10月1日 栗東市 | 栗東市 |
| 伊勢落村   | 伊勢落村                | 葉山村                     | 葉山村                      | 葉山村                             | 昭和29年10月1日 栗東町      | 栗東町                      | 平成13年10月1日 栗東市 | 栗東市 |
| 林村       | 林村                    | 葉山村                     | 葉山村                      | 葉山村                             | 昭和29年10月1日 栗東町      | 栗東町                      | 平成13年10月1日 栗東市 | 栗東市 |
| 六地蔵村   | 六地蔵村                | 葉山村                     | 葉山村                      | 葉山村                             | 昭和29年10月1日 栗東町      | 栗東町                      | 平成13年10月1日 栗東市 | 栗東市 |
| 小野村     | 小野村                  | 葉山村                     | 葉山村                      | 葉山村                             | 昭和29年10月1日 栗東町      | 栗東町                      | 平成13年10月1日 栗東市 | 栗東市 |
| 手原村     | 手原村                  | 葉山村                     | 葉山村                      | 葉山村                             | 昭和29年10月1日 栗東町      | 栗東町                      | 平成13年10月1日 栗東市 | 栗東市 |
| 大橋村     | 大橋村                  | 葉山村                     | 葉山村                      | 葉山村                             | 昭和29年10月1日 栗東町      | 栗東町                      | 平成13年10月1日 栗東市 | 栗東市 |
| 出庭村     | 出庭村                  | 葉山村                     | 葉山村                      | 葉山村                             | 昭和29年10月1日 栗東町      | 栗東町                      | 平成13年10月1日 栗東市 | 栗東市 |
| 辻村       | 辻村                    | 葉山村                     | 葉山村                      | 葉山村                             | 昭和29年10月1日 栗東町      | 栗東町                      | 平成13年10月1日 栗東市 | 栗東市 |
| 今里村     | 明治7年 高野村          | 葉山村                     | 葉山村                      | 葉山村                             | 昭和29年10月1日 栗東町      | 栗東町                      | 平成13年10月1日 栗東市 | 栗東市 |
| 小坂村     | 明治7年 高野村          | 葉山村                     | 葉山村                      | 葉山村                             | 昭和29年10月1日 栗東町      | 栗東町                      | 平成13年10月1日 栗東市 | 栗東市 |
| 土村       | 明治7年 高野村          | 葉山村                     | 葉山村                      | 葉山村                             | 昭和29年10月1日 栗東町      | 栗東町                      | 平成13年10月1日 栗東市 | 栗東市 |
| 井上村     | 井上村                  | 金勝村                     | 金勝村                      | 金勝村                             | 昭和29年10月1日 栗東町      | 栗東町                      | 平成13年10月1日 栗東市 | 栗東市 |
| 東坂村     | 東坂村                  | 金勝村                     | 金勝村                      | 金勝村                             | 昭和29年10月1日 栗東町      | 栗東町                      | 平成13年10月1日 栗東市 | 栗東市 |
| 金勝中村   | 明治7年5月 御園村       | 金勝村                     | 金勝村                      | 金勝村                             | 昭和29年10月1日 栗東町      | 栗東町                      | 平成13年10月1日 栗東市 | 栗東市 |
| 上山依村   | 明治7年5月 御園村       | 金勝村                     | 金勝村                      | 金勝村                             | 昭和29年10月1日 栗東町      | 栗東町                      | 平成13年10月1日 栗東市 | 栗東市 |
| 荒張村     | 荒張村                  | 金勝村                     | 金勝村                      | 金勝村                             | 昭和29年10月1日 栗東町      | 栗東町                      | 平成13年10月1日 栗東市 | 栗東市 |
| 上砥山村   | 上砥山村                | 金勝村                     | 金勝村                      | 金勝村                             | 昭和29年10月1日 栗東町      | 栗東町                      | 平成13年10月1日 栗東市 | 栗東市 |
| 観音寺村   | 観音寺村                | 金勝村                     | 金勝村                      | 金勝村                             | 昭和29年10月1日 栗東町      | 栗東町                      | 平成13年10月1日 栗東市 | 栗東市 |
| 岡村       | 岡村                    | 治田村                     | 治田村                      | 治田村                             | 昭和29年10月1日 栗東町      | 栗東町                      | 平成13年10月1日 栗東市 | 栗東市 |
| 西目川村   | 明治7年 目川村          | 治田村                     | 治田村                      | 治田村                             | 昭和29年10月1日 栗東町      | 栗東町                      | 平成13年10月1日 栗東市 | 栗東市 |
| 東目川村   | 明治7年 目川村          | 治田村                     | 治田村                      | 治田村                             | 昭和29年10月1日 栗東町      | 栗東町                      | 平成13年10月1日 栗東市 | 栗東市 |
| 坊袋村     | 坊袋村                  | 治田村                     | 治田村                      | 治田村                             | 昭和29年10月1日 栗東町      | 栗東町                      | 平成13年10月1日 栗東市 | 栗東市 |
| 川辺村     | 川辺村                  | 治田村                     | 治田村                      | 治田村                             | 昭和29年10月1日 栗東町      | 栗東町                      | 平成13年10月1日 栗東市 | 栗東市 |
| 安養寺村   | 安養寺村                | 治田村                     | 治田村                      | 治田村                             | 昭和29年10月1日 栗東町      | 栗東町                      | 平成13年10月1日 栗東市 | 栗東市 |
| 上鈎村     | 明治7年 上鈎村          | 治田村                     | 治田村                      | 治田村                             | 昭和29年10月1日 栗東町      | 栗東町                      | 平成13年10月1日 栗東市 | 栗東市 |
| 寺内村     | 明治7年 上鈎村          | 治田村                     | 治田村                      | 治田村                             | 昭和29年10月1日 栗東町      | 栗東町                      | 平成13年10月1日 栗東市 | 栗東市 |
| 下鈎村     | 下鈎村                  | 治田村                     | 治田村                      | 治田村                             | 昭和29年10月1日 栗東町      | 栗東町                      | 平成13年10月1日 栗東市 | 栗東市 |
| 小柿村     | 小柿村                  | 治田村                     | 治田村                      | 治田村                             | 昭和29年10月1日 栗東町      | 栗東町                      | 平成13年10月1日 栗東市 | 栗東市 |
| 下戸山村   | 下戸山村                | 治田村                     | 治田村                      | 治田村                             | 昭和29年10月1日 栗東町      | 栗東町                      | 平成13年10月1日 栗東市 | 栗東市 |
| 中沢村     | 中沢村                  | 治田村                     | 治田村                      | 治田村                             | 昭和29年10月1日 栗東町      | 栗東町                      | 平成13年10月1日 栗東市 | 栗東市 |
| 渋川村     | 渋川村                  | 治田村                     | 治田村                      | 治田村                             | 昭和29年10月1日 栗東町      | 昭和31年9月1日 草津市に編入 | 草津市                 | 草津市 |
| 草津村     | 草津村                  | 草津村                     | 明治28年6月22日 町制 草津町 | 草津町                             | 昭和29年10月15日 草津市     | 草津市                      | 草津市                 | 草津市 |
| 矢倉村     | 矢倉村                  | 草津村                     | 明治28年6月22日 町制 草津町 | 草津町                             | 昭和29年10月15日 草津市     | 草津市                      | 草津市                 | 草津市 |
| 大路井村   | 大路井村                | 草津村                     | 明治28年6月22日 町制 草津町 | 草津町                             | 昭和29年10月15日 草津市     | 草津市                      | 草津市                 | 草津市 |
| 長束村     | 長束村                  | 常盤村                     | 常盤村                      | 常盤村                             | 昭和29年10月15日 草津市     | 草津市                      | 草津市                 | 草津市 |
| 上寺村     | 上寺村                  | 常盤村                     | 常盤村                      | 常盤村                             | 昭和29年10月15日 草津市     | 草津市                      | 草津市                 | 草津市 |
| 片岡村     | 片岡村                  | 常盤村                     | 常盤村                      | 常盤村                             | 昭和29年10月15日 草津市     | 草津市                      | 草津市                 | 草津市 |
| 下寺村     | 明治7年 下寺村          | 常盤村                     | 常盤村                      | 常盤村                             | 昭和29年10月15日 草津市     | 草津市                      | 草津市                 | 草津市 |
| 下寺新田   | 明治7年 下寺村          | 常盤村                     | 常盤村                      | 常盤村                             | 昭和29年10月15日 草津市     | 草津市                      | 草津市                 | 草津市 |
| 下物村     | 明治7年5月 下物村       | 常盤村                     | 常盤村                      | 常盤村                             | 昭和29年10月15日 草津市     | 草津市                      | 草津市                 | 草津市 |
| 下物新田   | 明治7年5月 下物村       | 常盤村                     | 常盤村                      | 常盤村                             | 昭和29年10月15日 草津市     | 草津市                      | 草津市                 | 草津市 |
| 芦浦村     | 芦浦村                  | 常盤村                     | 常盤村                      | 常盤村                             | 昭和29年10月15日 草津市     | 草津市                      | 草津市                 | 草津市 |
| 穴村       | 穴村                    | 常盤村                     | 常盤村                      | 常盤村                             | 昭和29年10月15日 草津市     | 草津市                      | 草津市                 | 草津市 |
| 志那村     | 明治7年 志那村          | 常盤村                     | 常盤村                      | 常盤村                             | 昭和29年10月15日 草津市     | 草津市                      | 草津市                 | 草津市 |
| 志那新田   | 明治7年 志那村          | 常盤村                     | 常盤村                      | 常盤村                             | 昭和29年10月15日 草津市     | 草津市                      | 草津市                 | 草津市 |
| 吉田新田   | 明治7年 志那村          | 常盤村                     | 常盤村                      | 常盤村                             | 昭和29年10月15日 草津市     | 草津市                      | 草津市                 | 草津市 |
| 吉田村     | 明治7年 志那村          | 常盤村                     | 常盤村                      | 常盤村                             | 昭和29年10月15日 草津市     | 草津市                      | 草津市                 | 草津市 |
| 志那中村   | 明治7年 志那中村        | 常盤村                     | 常盤村                      | 常盤村                             | 昭和29年10月15日 草津市     | 草津市                      | 草津市                 | 草津市 |
| 志那中新田 | 明治7年 志那中村        | 常盤村                     | 常盤村                      | 常盤村                             | 昭和29年10月15日 草津市     | 草津市                      | 草津市                 | 草津市 |
| 大萱村     | 明治7年 改称 北大萱村   | 常盤村                     | 常盤村                      | 常盤村                             | 昭和29年10月15日 草津市     | 草津市                      | 草津市                 | 草津市 |
| 下笠村     | 下笠村                  | 笠縫村                     | 笠縫村                      | 笠縫村                             | 昭和29年10月15日 草津市     | 草津市                      | 草津市                 | 草津市 |
| 上笠村     | 上笠村                  | 笠縫村                     | 笠縫村                      | 笠縫村                             | 昭和29年10月15日 草津市     | 草津市                      | 草津市                 | 草津市 |
| 集村       | 集村                    | 笠縫村                     | 笠縫村                      | 笠縫村                             | 昭和29年10月15日 草津市     | 草津市                      | 草津市                 | 草津市 |
| 駒井沢村   | 駒井沢村                | 笠縫村                     | 笠縫村                      | 笠縫村                             | 昭和29年10月15日 草津市     | 草津市                      | 草津市                 | 草津市 |
| 川原村     | 川原村                  | 笠縫村                     | 笠縫村                      | 笠縫村                             | 昭和29年10月15日 草津市     | 草津市                      | 草津市                 | 草津市 |
| 野村       | 野村                    | 笠縫村                     | 笠縫村                      | 笠縫村                             | 昭和29年10月15日 草津市     | 草津市                      | 草津市                 | 草津市 |
| 平井村     | 平井村                  | 笠縫村                     | 笠縫村                      | 笠縫村                             | 昭和29年10月15日 草津市     | 草津市                      | 草津市                 | 草津市 |
| 新堂村     | 新堂村                  | 笠縫村                     | 笠縫村                      | 笠縫村                             | 昭和29年10月15日 草津市     | 草津市                      | 草津市                 | 草津市 |
| 北山田村   | 北山田村                | 山田村                     | 山田村                      | 山田村                             | 昭和29年10月15日 草津市     | 草津市                      | 草津市                 | 草津市 |
| 北山田村   | 明治15年4月 分立 山田村 | 山田村                     | 山田村                      | 山田村                             | 昭和29年10月15日 草津市     | 草津市                      | 草津市                 | 草津市 |
| 南山田村   | 南山田村                | 山田村                     | 山田村                      | 山田村                             | 昭和29年10月15日 草津市     | 草津市                      | 草津市                 | 草津市 |
| 御倉村     | 御倉村                  | 山田村                     | 山田村                      | 山田村                             | 昭和29年10月15日 草津市     | 草津市                      | 草津市                 | 草津市 |
| 木川村     | 木川村                  | 山田村                     | 山田村                      | 山田村                             | 昭和29年10月15日 草津市     | 草津市                      | 草津市                 | 草津市 |
| 野路村     | 野路村                  | 老上村                     | 老上村                      | 老上村                             | 昭和29年10月15日 草津市     | 草津市                      | 草津市                 | 草津市 |
| 南笠村     | 南笠村                  | 老上村                     | 老上村                      | 老上村                             | 昭和29年10月15日 草津市     | 草津市                      | 草津市                 | 草津市 |
| 新浜村     | 新浜村                  | 老上村                     | 老上村                      | 老上村                             | 昭和29年10月15日 草津市     | 草津市                      | 草津市                 | 草津市 |
| 矢橋村     | 矢橋村                  | 老上村                     | 老上村                      | 老上村                             | 昭和29年10月15日 草津市     | 草津市                      | 草津市                 | 草津市 |
| 矢橋村     | 明治15年 分立 橋岡村    | 老上村                     | 老上村                      | 老上村                             | 昭和29年10月15日 草津市     | 草津市                      | 草津市                 | 草津市 |
| 馬場村     | 馬場村                  | 志津村                     | 志津村                      | 志津村                             | 昭和29年10月15日 草津市     | 草津市                      | 草津市                 | 草津市 |
| 山寺村     | 山寺村                  | 志津村                     | 志津村                      | 志津村                             | 昭和29年10月15日 草津市     | 草津市                      | 草津市                 | 草津市 |
| 岡本村     | 岡本村                  | 志津村                     | 志津村                      | 志津村                             | 昭和29年10月15日 草津市     | 草津市                      | 草津市                 | 草津市 |
| 部田村     | 部田村                  | 志津村                     | 志津村                      | 志津村                             | 昭和29年10月15日 草津市     | 草津市                      | 草津市                 | 草津市 |
| 追分村     | 明治5年 追分村          | 志津村                     | 志津村                      | 志津村                             | 昭和29年10月15日 草津市     | 草津市                      | 草津市                 | 草津市 |
| 奥村新田   | 明治5年 追分村          | 志津村                     | 志津村                      | 志津村                             | 昭和29年10月15日 草津市     | 草津市                      | 草津市                 | 草津市 |
| 丸尾新田   | 明治5年 追分村          | 志津村                     | 志津村                      | 志津村                             | 昭和29年10月15日 草津市     | 草津市                      | 草津市                 | 草津市 |
| 大江村     | 大江村                  | 瀬田村                     | 瀬田村                      | 昭和2年1月1日 町制 瀬田町          | 昭和30年4月1日 瀬田町       | 昭和42年4月1日 大津市に編入 | 大津市                 | 大津市 |
| 橋本村     | 橋本村                  | 瀬田村                     | 瀬田村                      | 昭和2年1月1日 町制 瀬田町          | 昭和30年4月1日 瀬田町       | 昭和42年4月1日 大津市に編入 | 大津市                 | 大津市 |
| 神領村     | 神領村                  | 瀬田村                     | 瀬田村                      | 昭和2年1月1日 町制 瀬田町          | 昭和30年4月1日 瀬田町       | 昭和42年4月1日 大津市に編入 | 大津市                 | 大津市 |
| 大萱村     | 明治7年 改称 南大萱村   | 瀬田村                     | 瀬田村                      | 昭和2年1月1日 町制 瀬田町          | 昭和30年4月1日 瀬田町       | 昭和42年4月1日 大津市に編入 | 大津市                 | 大津市 |
| 大萱新田   | 明治7年 改称 月輪村     | 瀬田村                     | 瀬田村                      | 昭和2年1月1日 町制 瀬田町          | 昭和30年4月1日 瀬田町       | 昭和42年4月1日 大津市に編入 | 大津市                 | 大津市 |
| 栗林新田   | 栗林新田                | 瀬田村                     | 瀬田村                      | 昭和2年1月1日 町制 瀬田町          | 昭和30年4月1日 瀬田町       | 昭和42年4月1日 大津市に編入 | 大津市                 | 大津市 |
| 牧村       | 牧村                    | 上田上村                   | 上田上村                    | 上田上村                           | 昭和30年4月1日 瀬田町       | 昭和42年4月1日 大津市に編入 | 大津市                 | 大津市 |
| 平野村     | 平野村                  | 上田上村                   | 上田上村                    | 上田上村                           | 昭和30年4月1日 瀬田町       | 昭和42年4月1日 大津市に編入 | 大津市                 | 大津市 |
| 中野村     | 中野村                  | 上田上村                   | 上田上村                    | 上田上村                           | 昭和30年4月1日 瀬田町       | 昭和42年4月1日 大津市に編入 | 大津市                 | 大津市 |
| 芝原村     | 芝原村                  | 上田上村                   | 上田上村                    | 上田上村                           | 昭和30年4月1日 瀬田町       | 昭和42年4月1日 大津市に編入 | 大津市                 | 大津市 |
| 堂村       | 堂村                    | 上田上村                   | 上田上村                    | 上田上村                           | 昭和30年4月1日 瀬田町       | 昭和42年4月1日 大津市に編入 | 大津市                 | 大津市 |
| 新免村     | 新免村                  | 上田上村                   | 上田上村                    | 上田上村                           | 昭和30年4月1日 瀬田町       | 昭和42年4月1日 大津市に編入 | 大津市                 | 大津市 |
| 桐生村     | 桐生村                  | 上田上村                   | 上田上村                    | 上田上村                           | 昭和30年4月1日 瀬田町       | 昭和42年4月1日 大津市に編入 | 大津市                 | 大津市 |
| 大鳥居村   | 大鳥居村                | 上田上村                   | 上田上村                    | 上田上村                           | 昭和30年4月1日 瀬田町       | 昭和42年4月1日 大津市に編入 | 大津市                 | 大津市 |
| 羽栗村     | 羽栗村                  | 下田上村                   | 下田上村                    | 下田上村                           | 昭和26年4月1日 大津市に編入 | 大津市                      | 大津市                 | 大津市 |
| 森村       | 明治7年 森村            | 下田上村                   | 下田上村                    | 下田上村                           | 昭和26年4月1日 大津市に編入 | 大津市                      | 大津市                 | 大津市 |
| 今村新田   | 明治7年 森村            | 下田上村                   | 下田上村                    | 下田上村                           | 昭和26年4月1日 大津市に編入 | 大津市                      | 大津市                 | 大津市 |
| 枝村       | 枝村                    | 下田上村                   | 下田上村                    | 下田上村                           | 昭和26年4月1日 大津市に編入 | 大津市                      | 大津市                 | 大津市 |
| 里村       | 里村                    | 下田上村                   | 下田上村                    | 下田上村                           | 昭和26年4月1日 大津市に編入 | 大津市                      | 大津市                 | 大津市 |
| 石居村     | 石居村                  | 下田上村                   | 下田上村                    | 下田上村                           | 昭和26年4月1日 大津市に編入 | 大津市                      | 大津市                 | 大津市 |
| 稲津村     | 稲津村                  | 下田上村                   | 下田上村                    | 下田上村                           | 昭和26年4月1日 大津市に編入 | 大津市                      | 大津市                 | 大津市 |
| 黒津村     | 黒津村                  | 下田上村                   | 下田上村                    | 下田上村                           | 昭和26年4月1日 大津市に編入 | 大津市                      | 大津市                 | 大津市 |
| 太子村     | 太子村                  | 下田上村                   | 下田上村                    | 下田上村                           | 昭和26年4月1日 大津市に編入 | 大津市                      | 大津市                 | 大津市 |
| 関津村     | 関津村                  | 下田上村                   | 下田上村                    | 下田上村                           | 昭和26年4月1日 大津市に編入 | 大津市                      | 大津市                 | 大津市 |
| 曽束村     | 曽束村                  | 大石村                     | 大石村                      | 大石村                             | 昭和26年4月1日 大津市に編入 | 大津市                      | 大津市                 | 大津市 |
| 小田原村   | 小田原村                | 大石村                     | 大石村                      | 大石村                             | 昭和26年4月1日 大津市に編入 | 大津市                      | 大津市                 | 大津市 |
| 竜門村     | 竜門村                  | 大石村                     | 大石村                      | 大石村                             | 昭和26年4月1日 大津市に編入 | 大津市                      | 大津市                 | 大津市 |
| 淀村       | 淀村                    | 大石村                     | 大石村                      | 大石村                             | 昭和26年4月1日 大津市に編入 | 大津市                      | 大津市                 | 大津市 |
| 大石中村   | 大石中村                | 大石村                     | 大石村                      | 大石村                             | 昭和26年4月1日 大津市に編入 | 大津市                      | 大津市                 | 大津市 |
| 東村       | 東村                    | 大石村                     | 大石村                      | 大石村                             | 昭和26年4月1日 大津市に編入 | 大津市                      | 大津市                 | 大津市 |
| 富川村     | 富川村                  | 大石村                     | 大石村                      | 大石村                             | 昭和26年4月1日 大津市に編入 | 大津市                      | 大津市                 | 大津市 |

## 行政
栗太・野洲郡長
| 代 | 氏名 | 就任年月日                | 退任年月日                | 備考                                                 |
| -- | ---- | ------------------------- | ------------------------- | ---------------------------------------------------- |
| 1  |      | 明治12年（1879年）5月16日 |                           | 明治11年（1879年）5月6日までは、京都府宇治郡長も兼任 |
|    |      |                           | 明治31年（1898年）3月31日 | 廃官                                                 |

栗太郡長
| 代 | 氏名     | 就任年月日               | 退任年月日                | 備考                   |
| -- | -------- | ------------------------ | ------------------------- | ---------------------- |
| 1  |          | 明治31年（1898年）4月1日 |                           |                        |
|    | 松田宗寿 |                          |                           |                        |
|    |          |                          | 大正15年（1926年）6月30日 | 郡役所廃止により、廃官 |